# 96747 Кресподасілва
96747 Кресподасілва (96747 Crespodasilva) — астероїд головного поясу, відкритий 16 серпня 1999 року.
Тіссеранів параметр щодо Юпітера — 3,354.